# Паспортна служба України
Паспортна служба України — служба державного обліку населення за допомогою паспортів. Діє у системі Міністерства внутрішніх справ України на базі існуючих паспортних підрозділів, підрозділів віз і реєстрації. Діяльність служби регулюється Положенням про паспортну службу органів внутрішніх справ.